# RESAS
RESAS（リーサス）は、内閣官房のデジタル田園都市国家構想実現会議事務局及び内閣府地方創生推進事務局が運用している産業構造や人口動態、人の流れなどに関する官民のいわゆるビッグデータを集約し、可視化を試みるシステムである。地域経済分析システムという表現も用いられる。RESASは、Regional Economy (and) Society Analyzing Systemの略である。

## 概要
地方創生の実現に向け、内閣官房デジタル田園都市国家構想実現会議事務局及び内閣府地方創生推進事務局が設けているシステムである。都道府県・市区町村などの地方自治体が客観的なデータに基づく形で地域の現状や課題を把握できるようにすることを意図しているが、行政関係者以外も多くの機能を利用できる。
2016年11月現在、産業マップ、地域経済循環マップ、農林水産業マップ、観光マップ、人口マップ、消費マップ、自治体比較マップというカテゴリーに分かれている。
ウェブブラウザは当初Google Chromeのみに対応していた。2017年6月28日、利用推奨環境にInternet Explorer11（IE11）が加わった。2024年時点ではEdge、Chrome、Safariに対応する。

## 歴史
- 2015年4月21日 - RESASの供用を、まち・ひと・しごと創生本部が開始。
- 2015年12月13日 - 地方創生☆政策アイデアコンテストの最終選考会が初開催[4]。
- 2016年9月1日 - RESASポータルの開設。
- 2016年11月1日 - API機能の提供が開始される[5]。
- 2016年11月1日 - RESAS COMMUNITYが開始される[6]。
- 2016年11月6日 - APIを用いた第一回のハッカソンが開催される[7]。